# Aimone di Savoia (vescovo di Sion)

Stemma della famiglia Savoia

Aimone di Savoia (... – Sion, 13 luglio 1054?) è stato un vescovo cattolico francese.

## Origine
Aimone era il figlio terzogenito del Conte di Moriana e del Chiablese, Umberto I Biancamano e di Ancilia od Ancilla d'Aosta, come ci viene confermato dal documento n° XXVII de Il conte Umberto I (Biancamano) e il re Ardoino: ricerche e documenti.
Umberto I Biancamano, secondo la cronaca di Giovanni d'Orville soprannominato Cabaret, era figlio di un certo Beroldo di Sassonia, nipote di Ottone II di Sassonia, quindi il bisnonno di Biancamano altri non era che l'imperatore Ottone I. La madre era Caterina di Schiren o di Baviera.
Di Ancilia d'Aosta non si conoscono esattamente gli ascendenti, ma sussistono diverse teorie:
- Ancilia d'Aosta (o Ancilla o Auxilia), figlia di Anselmo d'Aosta e di Aldiud, secondo lo storico Charles Previté-Orton[2], confermato indirettamente da Rodolfo il Glabro, quando parla di suo figlio Burcardo, prima vescovo di Aosta, poi di Lione (Burcardo III) ed infine rettore laico dell'Abbazia territoriale di San Maurizio d'Agauno, secondo Rodolfo il Glabro[3] ed infine dal documento n° XLI de Il conte Umberto I (Biancamano) e il re Ardoino : ricerche e documenti del 1052, in cui l'altro figlio, Aimone, si dichiara nipote di Ulrico, fratello di Ancilia (avunculo meo comite Oudolrico)[4];
- Ancilia di Nyon (o Ancilla o Auxilia), figlia di Anselmo di Nyon e di Aldiud[5];
- Ancilia di Lenzbourg (o Ancillia di Lensbourg), (974-?), figlia di Arnold Von Schannis, maggiordomo della casata di Borgogna, secondo le Europäische Stammtafeln[6], vol II, 190 (non consultate)[7].

## Biografia
Aimone fu avviato alla vita ecclesiastica e divenne Prevosto (o abate) di San Maurizio d'Agauno.
Poi, nel 1034 circa fu consacrato vescovo di Sion; il documento n° XXVII de Il conte Umberto I (Biancamano) e il re Ardoino: ricerche e documenti, ci conferma che nel 1040, Aimone era vescovo di Sion.
Nel 1046, secondo il documento n° 212 del Cartulaire de l'abbaye de Saint-André-Le-Bas-de-Vienne, Aimone vescovo di Sion (Domni Aimoni Sedunensis episcopi) sottoscrisse una donazione assieme al fratello Amedeo (Domni Amedei comitis).
Il documento n° XLI de Il conte Umberto I (Biancamano) e il re Ardoino: ricerche e documenti, ci conferma che nel 1052, Aimone era ancora vescovo di Sion, in quanto come tale fece una donazione alla chiesa di Sion.
Aimone viene citato in un ultimo documento, nel 1054.
Un necrologio dei Documents relatifs à l´histoire du Vallais, Tome I (300-1255) (non consultato) riporta la morte di Aimone al 13 luglio. senza precisare l'anno.

### Fonti primarie
- (LA)  Cartulaire de l'abbaye de Saint-André-Le-Bas-de-Vienne1
- (IT, LA)  Il conte Umberto I (Biancamano) e il re Ardoino : ricerche e documenti
- (LA)  Petit cartulaire de l'abbaye de Saint-Sulpice en Bugey
- (LA)  Regesta comitum Sabaudiae
- (IT, LA)  Documenti sigilli e monete appartenenti alla storia della monarchia di Savoia
- (IT, LA)  Rodolfo il Glabro, "Cronache dell'anno mille", Mondadori, 2005.

### Letteratura storiografica
- (FR)  Histoire de Savoie, d'après les documents originaux,... par Victor ... Flour de Saint-Genis. Tome 1
- (FR)  Histoire généalogique de la royale maison de Savoie, justifiée par titres, ..par Guichenon, Samuel
- (EN)  The early history of the house of Savoy (1000-1233)